# Narathura tebaensis
Narathura tebaensis är en fjärilsart som beskrevs av Embrik Strand 1913. Narathura tebaensis ingår i släktet Narathura och familjen juvelvingar. Inga underarter finns listade i Catalogue of Life.